# FreeWRT
FreeWRT — дистрибутив Linux для встраиваемых систем, таких как беспроводные маршрутизаторы фирмы Linksys и Asus. Это форк проекта OpenWrt.
FreeWRT не стоит путать с другим проектом (на данный момент прекращённым), который имеет такое же название, копирует прошивку Sveasoft и делает её доступной бесплатно.

## Основные особенности
В отличие от OpenWrt, которая ориентирована в основном на SOHO и домашних пользователей, FreeWRT направлена на профессиональный рынок. Эта цель достигается благодаря более стабильному коду и постоянному циклу релиза. Сообщество FreeWRT старается быть более доступным для разработчиков и людей, заинтересованных в проекте. Доступность поддерживается с помощью листов рассылки по электронной почте, блогов, IRC-каналов и jabber-контактов.

## Поддерживаемое оборудование
Для предоставления полной и всесторонней поддержки железа, FreeWRT сконцентрировала свои усилия на сравнительно небольшом количестве систем:

### Asus
- Asus WL500G
- Asus WL500G Deluxe
- Asus WL500G Premium

### Linksys
- WRT54G version 2.0
- WRT54G version 2.2
- WRT54G version 3.0
- WRT54G version 3.1
- WRT54G version 4.0
- WRT54GL
- WRT54GS version 1.0
- WRT54GS version 1.1
- WRT54GS version 4
- WRT54G3G

### Netgear
- WGT634u

## Системы для сборки
Существует два способа получить FreeWRT: или использовать WebImageBuilder на домашней странице проекта, который использует прекомпилированные пакеты для создания нужной прошивки для скачивания или использовать UNIX-подобную систему для компилирования дистрибутива из исходных кодов. Вот некоторые системы, подходящие для сборки:

### Полностью поддерживаемые
- Debian 3.1/4.0 (i386)
- Gentoo (i386)
- Ubuntu 6.06/6.10/7.04 (i386)
- Fedora Core 4 (i386)
- OpenSUSE 10.2 (i386)

### Частично поддерживаемые
- MirOS BSD (i386)
- OpenBSD 3.9/4.0/4.1 (i386, amd64)
- Mac OS X / Darwin

## Особенности
FreeWRT использует или JFFS (writeable root-filesystem) или SquashFS как основную часть файловой системы, поддерживающей только чтение в комбинации с частью файловой системы, доступной для записи. Большое количество дополнительных пакетов программного обеспечения может быть установлено с помощью ipkg, системы управления пакетами, похожей на dpkg.
FreeWRT поддерживает большое количество периферийного оборудования (такого как веб-камеры, USB-звуковые карты, принтеры, USB-винчестеры). Также имеются большие возможности по использованию скриптов в комбинации с доступным программным обеспечением для обеспечения большого количества сервисов (NAS, принт-сервер, media player и т. д.)